# Fundacja Wojskowości Polskiej

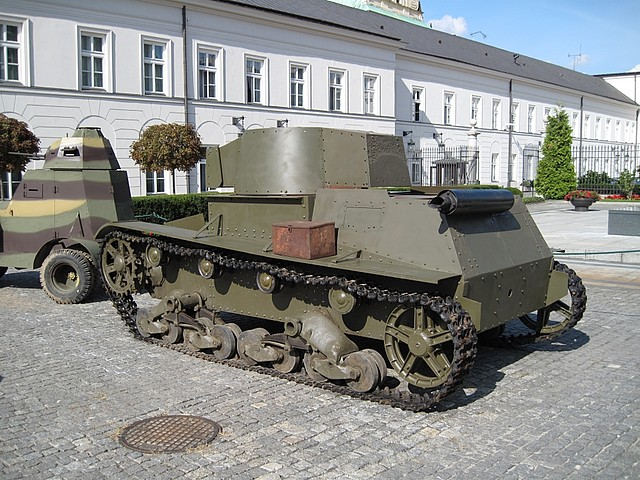
Częściowo zrekonstruowany czołg 7TP przed Pałacem Prezydenckim w Warszawie, 2009

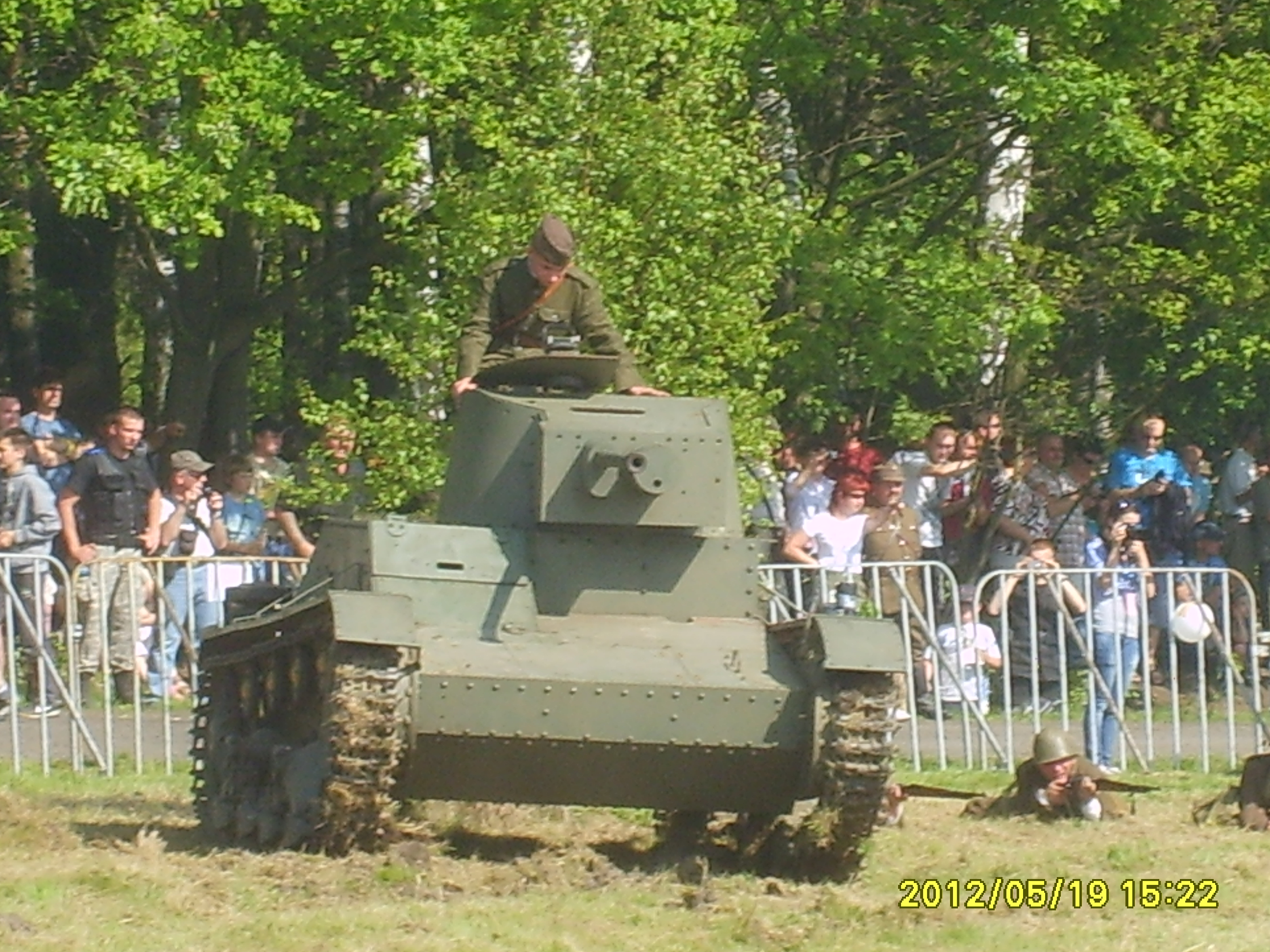
Zrekonstruowany 7TP podczas inscenizacji Bitwy wyrskiej w 2012

Fundacja Wojskowości Polskiej – fundacja zarejestrowana 18 maja 2007 roku, której celem jest prowadzenie Muzeum Wojskowości Polskiej i Techniki oraz działalność na rzecz zachowania dóbr kultury militarnej w Polsce.

## Historia
Fundację utworzyła grupa miłośników polskich militariów oraz wojskowości okresu II wojny światowej z Bielska-Białej. Od początku jej członkowie gromadzili dokumentację urządzeń oraz broni, a także zaangażowali się w rekonstrukcję oraz odbudowę pojazdów historycznych. Ich pierwszą realizacją (jeszcze przed założeniem fundacji) była budowa w 2001 roku repliki polskiego samochodu pancernego wz. 34. Kolejną – wykonanie repliki niemieckiego czołgu lekkiego z kampanii wrześniowej Panzerkampfwagen II. Obecnie fundacja realizuje szereg projektów rekonstrukcyjnych polskiej broni pancernej II RP: czołg lekki 7TP „Projekt 7TP”, ciągnik artyleryjski C7P „Projekt C7P”, samochód pancerny wz. 29 „Projekt wz. 29 URSUS” oraz dwa projekty wz. 14/19 P.

## Projekt 7TP
Dzięki zgromadzeniu przez Grzegorza Klimczaka elementów oraz wyposażenia polskiego czołgu lekkiego 7TP ocalałych po wojnie, od 2006 roku rozpoczęto jego rekonstrukcję. W roku 2007 zrekonstruowano oryginalny układ jezdny czołgu z zachowanych części należących do dwóch egzemplarzy. W tym roku podjęto również decyzję o rejestracji fundacji w celu pozyskania dodatkowych środków na rekonstrukcję, ponieważ do tej pory była ona finansowana z prywatnych funduszy uczestników.
W 2008 roku zrekonstruowano z oryginalnych części kadłub czołgu oraz rozpoczęto budowę wieży, którą z braku oryginalnych elementów zbudowano od nowa według zachowanej dokumentacji. Na przełomie lat 2008/2009 w pojeździe zainstalowano silnik oraz wewnętrzne wyposażenie. Całą bryłę czołgu 7TP ukończono 15 sierpnia 2009 roku, a w roku 2011 czołg po raz pierwszy udało się uruchomić oraz odbyć pierwszą jazdę.

## Rekonstrukcje pojazdów
- W roku 2001 członkowie Fundacji zbudowali swój pierwszy pojazd, który był również pierwszym pojazdem Wojska Polskiego II Rzeczypospolitej odbudowanym po 1945 roku w Polsce. Była to replika polskiego samochodu pancernego wz. 34.
- Następną była kopia niemieckiego czołgu z okresu 1939 roku Panzerkampfwagen II.
- Od 2006 roku fundacja realizuje pod nazwą „Projekt 7 TP” projekt rekonstrukcji polskiego czołgu lekkiego 7TP.

## Pokazy rekonstrukcyjne
Pojazdy odbudowane przez członków fundacji sukcesywnie prezentowane są w całej Polsce podczas historycznych pokazów rekonstrukcyjnych. Zrekonstruowany samochód pancerny wz. 34 i kopia czołgu lekkiego Pzkfw II były największą atrakcją scen batalistycznych rozegranych podczas rekonstrukcji walk z września 1939 na terenie Skansenu Rzeki Pilicy w 2007. Pierwsza publiczna jazda zrekonstruowanego czołgu 7TP miała miejsce 18 czerwca 2011 roku podczas V Pikniku Lotniczego w Płocku.